# The Cloverfield Paradox
The Cloverfield Paradox je americký sci-fi hororový film z roku 2018 od režiséra Julia Onaha a scenáristů Orena Uziela a Douga Junga. Film produkovala Lindsey Weber a J. J. Abrams s jeho firmou Bad Robot Productions. Jedná se o třetí snímek ve franšíze Cloverfield a dějově se odehrává před, mezi a po filmech Monstrum z roku 2008 a Ulice Cloverfield 10 z roku 2016. V hlavních rolích se objevili Daniel Brühl, Elizabeth Debicki, Aksel Hennie, Gugu Mbatha-Raw, Chris O'Dowd, John Ortiz, David Oyelowo a Zhang Ziyi.
Film byl distribuován společnostmi Netflix a Paramount Pictures a v USA byl vydán 4. února 2018.

## Synopse
Film sleduje mezinárodní skupinu astronautů, kteří žijí na vesmírné stanici. Stanice následně, po spuštění urychlovače částic, cestuje do alternativní dimenze. Cílem urychlovače bylo vyřešení světové energetické krize, která panovala na Zemi.

## Obsazení
- Gugu Mbatha-Raw jako Ava Hamilton
- David Oyelowo jako Kiel
- Daniel Brühl jako Schmidt
- John Ortiz jako Monk Acosta
- Chris O'Dowd jako Mundy
- Aksel Hennie jako Volkov
- Zhang Ziyi jako Tam
- Elizabeth Debicki jako Mina Jensen
- Roger Davies jako Michael Hamilton
- Clover Nee jako Molly

## Produkce

### Natáčení
Hlavní natáčení začalo 10. června 2016 a skončilo 23. září 2016. Film se natáčel v Los Angeles v Kalifornii, kde obdržel peníze ze státního filmového programu. Během natáčení byl projekt nazván God Particle a Clean Pass.